# Ostryzja (Tscherniwzi)
Ostryzja (ukrainisch Остриця; russisch Острица Ostriza, rumänisch Ostriţa, deutsch (bis 1918) Ostritza) ist ein Dorf am rechten Ufer des Pruth in der ukrainischen Oblast Tscherniwzi mit etwa 3700 Einwohnern.
Ostryzja befindet sich an der Mündung des 34 km langen Flusses Derehluj (Дереглуй) in den Pruth sowie an der Fernstraße M 19 und der Territorialstraße T–26–04. Das ehemalige Rajonzentrum Herza liegt 22 km südöstlich und das Stadtzentrum von Czernowitz 11 km nordwestlich vom Dorf.
Das 1434 erstmals schriftlich erwähnte Dorf, das früher den Namen Klischkiwzi (Клішківці) trug, lag bis 1774 im Fürstentum Moldau. Anschließend wurde es als Teil der Bukowina ins Königreich Galizien und Lodomerien innerhalb der Habsburgermonarchie eingegliedert. Bis nach dem Ersten Weltkrieg blieb der Ort in der Österreich-Ungarischen Doppelmonarchie.

## Verwaltungsgliederung
Am 14. August 2017 wurde das Dorf zum Zentrum der neu gegründeten Landgemeinde Ostryzja (Острицька сільська громада/Ostryzka silska hromada). Zu dieser zählten auch die 9 in der untenstehenden Tabelle aufgelistetenen Dörfer; bis dahin bildete es die Landratsgemeinde Ostryzja (Острицька сільська рада/Ostryzka silska rada) im Rajon Herza.
Seit dem 17. Juli 2020 ist der Ort ein Teil des Rajons Tscherniwzi.
Folgende Orte sind neben dem Hauptort Ostryzja Teil der Gemeinde:
| Name                     | Name           | Name                            | Name               | Name       |
| ukrainisch transkribiert | ukrainisch     | russisch                        | rumänisch          | deutsch    |
| ------------------------ | -------------- | ------------------------------- | ------------------ | ---------- |
| Bantscheny               | Банчени        | Банчены                         | Bănceni            | –          |
| Hodyniwka                | Годинівка      | Годиновка (Godinowka)           | Godineşti          | –          |
| Horbowa                  | Горбова        | Горбова (Gorbowa)               | Sinihău, Horbova   | –          |
| Lukowyzja                | Луковиця       | Луковица (Lukowiza)             | Lucaviţa, Locoviţa | –          |
| Mala Buda                | Мала Буда      | Малая Буда (Malaja Buda)        | Buda Mică          | –          |
| Mamornyzja               | Маморниця      | Маморница (Mamorniza)           | Mamorniţa          | Mamornitza |
| Mamornyzja Wama          | Маморниця Вама | Маморница Вама (Mamorniza Wama) | Vama               | –          |
| Welyka Buda              | Велика Буда    | Велика Буда (Welika Buda)       | Buda Mare          | –          |
| Zuren                    | Цурень         | Цурень                          | Ţureni             | Zurin      |